# Juan Francisco Albiñana
Juan Francisco Albiñana y de Borrás (Tarragona, 1802-Tarragona, 1868) fue un notario, arqueólogo e historiador español.

## Biografía
Nacido el 10 de mayo de 1802 en Tarragona, siguió la carrera del Notariado y desempeñó las escribanías del Juzgado, de la Alcaldía y Curia eclesiástica de Tarragona. Aficionado a los estudios arqueológicos, fundó un museo, más adelante provincial, del que fue varias veces elegido presidente. Fue vicepresidente de la Comisión provincial de monumentos históricos y artísticos, individuo de la Sociedad Económica de Amigos del País, vocal de la junta de dibujo y de la comisión municipal de Instrucción primaria de Tarragona, socio de la Real Academia de Buenas letras y de la Sociedad Filomática de Barcelona, corresponsal de mérito de la Sociedad Arqueológica matritense y perteneció además, a otras sociedades literarias del país.
Publicó la obra Tarragona monumental, con la colaboración de Andrés de Bofarull y la Memoria sobre la primacía de la silla arzobispal de Tarragona.  Dejó escritos y preparados algunos trabajos para la publicación del tomo segundo de dicha obra Tarragona monumental, una Reseña histórica de la Catedral y un archipiscopologio, que obraron más adelante en poder de su hijo Mariano G. Albiñana, junto con algunos apuntes y notas sobre arqueología y numismática. Falleció el 28 de junio de 1868 en su ciudad natal.